# Hey Hey My My (groupe)
Pour les articles homonymes, voir Hey Hey My My.
Hey Hey My My est un groupe de rock français, originaire de Paris. Les principales influences revendiquées sont les Beatles et Neil Young. Le groupe se forme en 2005 à Paris et sort un premier album remarqué en 2007. Un second album sort en avril 2010 avec une tendance plus rock électrique. En direct, le son de HHMM est puissant, concis, et les mélodies accrocheuses.

## Biographie
Les deux Julien se rencontrent à Bordeaux durant leurs études. Leur premier groupe s'appelle Migraine Institute. Ils fondent ensuite le trio punk rock British Hawaii qui se fait connaître sur Paris. Au sein de British Hawaii, Julien Gaulier tient la guitare et le chant, Julien Garnier la basse, et Michel Aubinais la batterie. Un titre du groupe est retenu sur la compilation CQFD des Inrockuptibles en 2003.
En parallèle, les deux Julien composent des chansons à la guitare folk et montent en 2005 le groupe Hey Hey My My (HHMM), dont le nom vient de la célèbre chanson de Neil Young Hey Hey, My My, intitulée Rock and Roll Will Never Die. Les chansons de HHMM, de premier abord joyeuses et énergiques, renferment des textes souvent mélancoliques teintés de second degré. L'album préféré de Julien Gaulier est Doolittle des Pixies (1989).
Le groupe signe sur le label Sober and Gentle, et sort son premier album éponyme en avril 2007. HHMM entame une tournée dans toute la France en 2007, et joue à New York en mars 2008.
En avril 2010 sort le film 8 fois debout de Xabi Molia, avec Julie Gayet et Denis Podalydès. La musique de HHMM y est très présente avec une apparition live à la fin du film. Au printemps 2010, la sortie de leur deuxième album, intitulé A Sudden Change of Mood, présente (comme son titre l'indique) un style musical coupant avec l'étiquette folk de leur premier album : plus électrique, avec un son compact, puissant, et des mélodies pop addictives. Le 23 novembre 2010, ils jouent une session acoustique au Bataclan.

## Membres
- Julien Garnier - chant, guitare
- Julien Gaulier - chant, guitare
- Michel Aubinais - batterie
- Jeff D. - basse (en concert)

## Vidéo
- Not Fun Anymore
- A True Story (filmé par Les Grands Manitous)
- I Need Some Time (filmé par Les Grands Manitous)
- Cocoon Invite Hey Hey My My (filmé par Les Grands Manitous)